# Pertica Alta
Pertica Alta é uma comuna italiana da região da Lombardia, província de Bréscia, com cerca de 608 habitantes. Estende-se por uma área de 20 km², tendo uma densidade populacional de 30 hab/km². Faz fronteira com Casto, Collio, Lodrino, Marmentino, Mura, Pertica Bassa, Vestone.

## Demografia
| Variação demográfica do município entre 1861 e 2011                               |
|                                                                                   |
| Fonte: Istituto Nazionale di Statistica (ISTAT) - Elaboração gráfica da Wikipedia |